# Copidozoum balgimae
Copidozoum balgimae is een mosdiertjessoort uit de familie van de Calloporidae. De wetenschappelijke naam van de soort is voor het eerst geldig gepubliceerd in 1999 door Reverter-Gil & Fernandez-Pulpeiro.